# Campamento
Campamento – stacja metra w Madrycie, na linii 5. Znajduje się w dzielnicy Latina, w Madrycie i zlokalizowana jest pomiędzy stacjami Empalme i Casa de Campo. Została otwarta 4 lutego 1961.